# René Pijpers
René Antoine Pijpers (Swalmen, 15 de setembro de 1917 - 22 de março de 1944) foi um futebolista neerlandês, que atuava como meia.

## Carreira
René Pijpers fez parte do elenco da Seleção Neerlandesa de Futebol que disputou a Copa do Mundo de 1938.

## Ligações Externas
- Perfil em FIFA.com (em inglês)